# بارهنگ شور سفید
بارهنگ شور سفید، بارهنگ شور باریک سنبل (نام علمی: psylliostachys leptostachya) نام یک گونه از سرده بارهنگ شور است.